# Campeonato de Primera División 1990-91 (Argentina)
El Campeonato de Primera División 1990-91 fue la sexagésima primera temporada y el octagésimo primer torneo de la era profesional de la Primera División de Argentina e inauguró la etapa en la que los concursos se dividieron en dos fases, con dos certámenes independientes en cada una de las ruedas. La primera fue el Torneo Apertura 1990, y se jugó entre el 20 de agosto y el 22 de diciembre de ese año, mientras que la segunda, el Torneo Clausura 1991, constituyó los desquites de la anterior y transcurrió entre el 22 de febrero y el 30 de junio del siguiente. Para definir al campeón se estableció la disputa de una final en partidos de ida y vuelta, entre los ganadores de cada uno de ellos. Esta modalidad se abandonó en la temporada siguiente, en la que se comenzó a otorgar 2 títulos por ciclo.
El consagrado fue el Club Atlético Newell's Old Boys, ganador del Apertura, que le ganó la final por el título al vencedor del Clausura, el Club Atlético Boca Juniors. Con ello fue el primer clasificado a la Copa Libertadores 1992.
Se determinó, asimismo, el segundo participante de dicho torneo a través de la liguilla pre-Libertadores, para la que clasificaron 8 equipos.
Por otra parte, al finalizar la temporada, se establecieron los descensos al Nacional B, según los promedios de los tres últimos campeonatos.

## Ascensos y descensos
| Pos     | Equipos ascendidos |
| ------- | ------------------ |
| 1.º     | Huracán            |
| 1.º Red | Lanús              |

| Pos  | Equipos descendidos en la temporada 1989-90 |
| ---- | ------------------------------------------- |
| 19.º | Racing (C)                                  |
| 20.º | Instituto                                   |

## Equipos
| Equipo             | Ciudad        |
| ------------------ | ------------- |
| Argentinos Juniors | Buenos Aires  |
| Boca Juniors       | Buenos Aires  |
| Chaco For Ever     | Resistencia   |
| Deportivo Español  | Buenos Aires  |
| Deportivo Mandiyú  | Corrientes    |
| Estudiantes        | La Plata      |
| Ferro Carril Oeste | Buenos Aires  |
| Gimnasia y Esgrima | La Plata      |
| Huracán            | Buenos Aires  |
| Independiente      | Avellaneda    |
| Lanús              | Lanús         |
| Newell's Old Boys  | Rosario       |
| Platense           | Vicente López |
| Racing Club        | Avellaneda    |
| River Plate        | Buenos Aires  |
| Rosario Central    | Rosario       |
| San Lorenzo        | Buenos Aires  |
| Talleres           | Córdoba       |
| Unión              | Santa Fe      |
| Vélez Sarsfield    | Buenos Aires  |

### Distribución geográfica de los equipos
| Región                  | Cant. | Equipos |
| ----------------------- | ----- | --- |
| Ciudad de Buenos Aires  | 8     | Argentinos Juniors, Boca Juniors, Deportivo Español, Ferro Carril Oeste, Huracán, River Plate, San Lorenzo y Vélez Sarsfield |
| Conurbano bonaerense    | 4     | Independiente, Lanús, Platense y Racing Club                                                                                 |
| Provincia de Santa Fe   | 3     | Newell's Old Boys, Rosario Central y Unión                                                                                   |
| Ciudad de La Plata      | 2     | Estudiantes y Gimnasia y Esgrima                                                                                             |
| Provincia del Chaco     | 1     | Chaco For Ever |
| Provincia de Córdoba    | 1     | Talleres |
| Provincia de Corrientes | 1     | Deportivo Mandiyú |

## Sistema de disputa
Se jugaron dos torneos independientes, Apertura y Clausura, en una sola rueda de todos contra todos, en las que el segundo constituyó los desquites del primero. Los ganadores de cada uno de ellos se enfrentaron en una final a doble partido, cuyo vencedor obtuvo el título de campeón del torneo.

## Torneo Apertura

### Tabla de posiciones final
| Pos  | Equipo                  | Pts | PJ | G  | E  | P  | GF | GC | DIF |
| ---- | ----------------------- | --- | -- | -- | -- | -- | -- | -- | --- |
| 1.º  | Newell's Old Boys       | 28  | 19 | 11 | 6  | 2  | 30 | 13 | 17  |
| 2.º  | River Plate             | 26  | 19 | 11 | 4  | 4  | 29 | 13 | 16  |
| 3.º  | Vélez Sarsfield         | 24  | 19 | 8  | 8  | 3  | 27 | 18 | 9   |
| 4.º  | Argentinos Juniors      | 23  | 19 | 9  | 5  | 5  | 25 | 17 | 8   |
| 5.º  | Rosario Central         | 23  | 19 | 9  | 5  | 5  | 26 | 21 | 5   |
| 6.º  | Ferro Carril Oeste      | 23  | 19 | 7  | 9  | 3  | 19 | 16 | 3   |
| 7.º  | Estudiantes (LP)        | 20  | 19 | 6  | 8  | 5  | 17 | 17 | 0   |
| 8.º  | Boca Juniors            | 19  | 19 | 6  | 7  | 6  | 18 | 16 | 2   |
| 9.º  | Huracán                 | 19  | 19 | 5  | 9  | 5  | 20 | 19 | 1   |
| 10.º | Independiente           | 18  | 19 | 6  | 6  | 7  | 21 | 22 | -1  |
| 11.º | San Lorenzo             | 18  | 19 | 4  | 10 | 5  | 15 | 18 | -3  |
| 12.º | Talleres (C)            | 18  | 19 | 7  | 4  | 8  | 23 | 27 | -4  |
| 13.º | Racing Club             | 17  | 19 | 2  | 13 | 4  | 19 | 21 | -2  |
| 14.º | Gimnasia y Esgrima (LP) | 16  | 19 | 2  | 12 | 5  | 15 | 20 | -5  |
| 15.º | Platense                | 16  | 19 | 5  | 6  | 8  | 16 | 22 | -6  |
| 16.º | Chaco For Ever          | 16  | 19 | 6  | 4  | 9  | 19 | 28 | -9  |
| 17.º | Deportivo Mandiyú       | 15  | 19 | 4  | 7  | 8  | 17 | 21 | -4  |
| 18.º | Deportivo Español       | 14  | 19 | 4  | 6  | 9  | 18 | 24 | -6  |
| 19.º | Unión                   | 14  | 19 | 4  | 6  | 9  | 21 | 28 | -7  |
| 20.º | Lanús                   | 11  | 19 | 3  | 5  | 11 | 11 | 27 | -16 |

|  |                                             |
|  | Clasificado a la final por el título.       |
|  | Clasificado a la Liguilla Pre-Libertadores. |

## Torneo Clausura

### Tabla de posiciones final
| Pos  | Equipo                  | Pts | PJ | G  | E  | P  | GF | GC | DIF |
| ---- | ----------------------- | --- | -- | -- | -- | -- | -- | -- | --- |
| 1.º  | Boca Juniors            | 32  | 19 | 13 | 6  | 0  | 32 | 6  | 26  |
| 2.º  | San Lorenzo             | 27  | 19 | 11 | 5  | 3  | 29 | 18 | 13  |
| 3.º  | Deportivo Mandiyú       | 23  | 19 | 8  | 7  | 4  | 20 | 13 | 7   |
| 4.º  | Racing Club             | 23  | 19 | 9  | 5  | 5  | 23 | 22 | 1   |
| 5.º  | Independiente           | 22  | 19 | 6  | 10 | 3  | 22 | 15 | 7   |
| 6.º  | Huracán                 | 22  | 19 | 7  | 7  | 5  | 16 | 16 | 0   |
| 7.º  | Vélez Sarsfield         | 21  | 19 | 7  | 7  | 5  | 25 | 22 | 3   |
| 8.º  | Newell's Old Boys       | 20  | 19 | 6  | 8  | 5  | 21 | 14 | 7   |
| 9.º  | Estudiantes (LP)        | 19  | 19 | 6  | 7  | 6  | 18 | 15 | 3   |
| 10.º | River Plate             | 19  | 19 | 4  | 11 | 4  | 19 | 19 | 0   |
| 11.º | Platense                | 19  | 19 | 5  | 9  | 5  | 11 | 16 | -5  |
| 12.º | Lanús                   | 18  | 19 | 5  | 8  | 6  | 15 | 16 | -1  |
| 13.º | Unión                   | 18  | 19 | 3  | 12 | 4  | 21 | 26 | -5  |
| 14.º | Gimnasia y Esgrima (LP) | 17  | 19 | 4  | 9  | 6  | 16 | 22 | -6  |
| 15.º | Rosario Central         | 16  | 19 | 4  | 8  | 7  | 15 | 23 | -8  |
| 16.º | Ferro Carril Oeste      | 15  | 19 | 2  | 11 | 6  | 15 | 20 | -5  |
| 17.º | Deportivo Español       | 14  | 19 | 4  | 6  | 9  | 22 | 25 | -3  |
| 18.º | Argentinos Juniors      | 13  | 19 | 3  | 7  | 9  | 19 | 30 | -11 |
| 19.º | Chaco For Ever          | 12  | 19 | 1  | 10 | 8  | 15 | 26 | -11 |
| 20.º | Talleres (C)            | 11  | 19 | 4  | 3  | 12 | 24 | 34 | -10 |

|  |                                             |
|  | Clasificado a la final por el título.       |
|  | Clasificado a la Liguilla Pre-Libertadores. |

## Tabla de posiciones final del campeonato
| Pos  | Equipo                  | Pts | PJ | G  | E  | P  | GF | GC | DIF |
| ---- | ----------------------- | --- | -- | -- | -- | -- | -- | -- | --- |
| 1.º  | Boca Juniors            | 51  | 38 | 19 | 13 | 6  | 50 | 22 | 28  |
| 2.º  | Newell's Old Boys       | 48  | 38 | 17 | 14 | 7  | 51 | 27 | 24  |
| 3.º  | River Plate             | 45  | 38 | 15 | 15 | 8  | 48 | 32 | 16  |
| 4.º  | Vélez Sarsfield         | 45  | 38 | 15 | 15 | 8  | 52 | 40 | 12  |
| 5.º  | San Lorenzo             | 45  | 38 | 15 | 15 | 8  | 44 | 36 | 8   |
| 6.º  | Independiente           | 40  | 38 | 12 | 16 | 10 | 43 | 37 | 6   |
| 7.º  | Huracán                 | 40  | 38 | 12 | 16 | 10 | 36 | 35 | 1   |
| 8.º  | Racing Club             | 40  | 38 | 11 | 18 | 9  | 42 | 43 | -1  |
| 9.º  | Estudiantes (LP)        | 39  | 38 | 12 | 15 | 11 | 35 | 33 | 2   |
| 10.º | Rosario Central         | 39  | 38 | 13 | 13 | 12 | 41 | 44 | -3  |
| 11.º | Deportivo Mandiyú       | 38  | 38 | 12 | 14 | 12 | 37 | 34 | 3   |
| 12.º | Ferro Carril Oeste      | 38  | 38 | 9  | 20 | 9  | 34 | 36 | -2  |
| 13.º | Argentinos Juniors      | 36  | 38 | 12 | 12 | 14 | 44 | 47 | -3  |
| 14.º | Platense                | 35  | 38 | 10 | 15 | 13 | 27 | 38 | -11 |
| 15.º | Gimnasia y Esgrima (LP) | 33  | 38 | 6  | 21 | 11 | 31 | 42 | -11 |
| 16.º | Unión                   | 32  | 38 | 7  | 18 | 13 | 42 | 54 | -12 |
| 17.º | Talleres (C)            | 29  | 38 | 11 | 7  | 20 | 48 | 61 | -13 |
| 18.º | Lanús                   | 29  | 38 | 8  | 13 | 17 | 26 | 43 | -17 |
| 19.º | Deportivo Español       | 28  | 38 | 8  | 12 | 18 | 40 | 49 | -9  |
| 20.º | Chaco For Ever          | 28  | 38 | 7  | 14 | 17 | 34 | 54 | -20 |

## Tabla de descenso
Para la tabla de descenso:
- Se contabilizó 2 puntos por victoria de la temporada 1988-89.
- No se contabilizó el punto extra para los vencedores de las tandas de penaltis.

| Pos  | Equipo                  | Promedio | 1988-89 | 1989-90 | 1990-91 | Pts | PJ  |
| ---- | ----------------------- | -------- | ------- | ------- | ------- | --- | --- |
| 1.º  | Boca Juniors            | 1,254    | 49      | 43      | 51      | 143 | 114 |
| 1.º  | River Plate             | 1,254    | 45      | 53      | 45      | 143 | 114 |
| 3.º  | Independiente           | 1,236    | 55      | 46      | 40      | 141 | 114 |
| 4.º  | San Lorenzo             | 1,070    | 42      | 35      | 45      | 122 | 114 |
| 5.º  | Racing Club             | 1,061    | 42      | 39      | 40      | 121 | 114 |
| 6.º  | Huracán                 | 1,052    | -       | -       | 40      | 40  | 38  |
| 7.º  | Vélez Sarsfield         | 1,052    | 33      | 42      | 45      | 120 | 114 |
| 8.º  | Newell's Old Boys       | 1,043    | 35      | 36      | 48      | 119 | 114 |
| 9.º  | Rosario Central         | 1,035    | 36      | 43      | 39      | 118 | 114 |
| 10.º | Argentinos Juniors      | 1,017    | 42      | 38      | 36      | 116 | 114 |
| 11.º | Estudiantes (LP)        | 1,008    | 42      | 34      | 39      | 115 | 114 |
| 12.º | Talleres (C)            | 0,956    | 44      | 36      | 29      | 109 | 114 |
| 13.º | Gimnasia y Esgrima (LP) | 0,947    | 36      | 39      | 33      | 108 | 114 |
| 14.º | Deportivo Mandiyú       | 0,938    | 33      | 36      | 38      | 107 | 114 |
| 15.º | Ferro Carril Oeste      | 0,938    | 30      | 39      | 38      | 107 | 114 |
| 16.º | Deportivo Español       | 0,921    | 46      | 31      | 28      | 105 | 114 |
| 17.º | Platense                | 0,912    | 33      | 36      | 35      | 104 | 114 |
| 18.º | Unión                   | 0,894    | -       | 36      | 32      | 68  | 76  |
| 19.º | Chaco For Ever          | 0,789    | -       | 32      | 28      | 60  | 76  |
| 20.º | Lanús                   | 0,763    | -       | -       | 29      | 29  | 38  |

## Final por el título
| \| Final \| Final \| Final \| Final \| Final \| \| Local \| Resultado \| Visitante \| Estadio \| Fecha \| \| ------------------------------------ \| ------------------ \| ----------------- \| ------------------- \| ---------- \| \| Newell's Old Boys \| 1 - 0 \| Boca Juniors \| Gigante de Arroyito \| 6 de julio \| \| Boca Juniors \| 1 - 0 (1 - 3) (p.) \| Newell's Old Boys \| La Bombonera \| 9 de julio \| \| Newell's Old Boys se coronó campeón. \| \| \| \| \| |                    |                   |                     |            |
| Final |                    |                   |                     |            |
| Local | Resultado          | Visitante         | Estadio             | Fecha      |
| Newell's Old Boys | 1 - 0              | Boca Juniors      | Gigante de Arroyito | 6 de julio |
| Boca Juniors | 1 - 0 (1 - 3) (p.) | Newell's Old Boys | La Bombonera        | 9 de julio |
| Newell's Old Boys se coronó campeón. |                    |                   |                     |            |

## Torneo de clasificación a la Copa Libertadores
Llamado oficialmente Torneo Octogonal por la Segunda Plaza al Campeonato Sudamericano de Fútbol "Libertadores de América", y conocido como Liguilla pre-Libertadores. Intervinieron en él los 7 equipos clasificados en ambos torneos, a los que se sumó Boca Juniors, el perdedor de la final por el título. Se jugó por eliminación directa, con partido y revancha, y el ganador fue el segundo clasificado a la Copa Libertadores 1992.

### Cuadro de desarrollo
|  | Cuartos de final   | Cuartos de final | Cuartos de final |       |                 | Semifinales         | Semifinales         | Semifinales         |  |  | Final            | Final            | Final            |
|  | 13 al 21 julio     | 13 al 21 julio   | 13 al 21 julio   |       |                 | 28 julio y 4 agosto | 28 julio y 4 agosto | 28 julio y 4 agosto |  |  | 8 y 11 de agosto | 8 y 11 de agosto | 8 y 11 de agosto |
|  |                    |                  |                  |       |                 |                     |                     |                     |  |  |                  |                  |                  |
|  | Racing Club        | 0                | 5                |       |                 |                     |                     |                     |  |  |                  |                  |                  |
|  | Vélez Sarsfield    | 3                | 1                |       |                 |                     |                     |                     |  |  |                  |                  |                  |
|  | Vélez Sarsfield    | 3                | 1                |       | Racing Club     | 1                   | 0 (2)               |                     |  |  |                  |                  |                  |
|  |                    |                  |                  |       | Racing Club     | 1                   | 0 (2)               |                     |  |  |                  |                  |                  |
|  |                    | Boca Juniors (p) | 1                | 0 (4) |                 |                     |                     |                     |  |  |                  |                  |                  |
|  | Argentinos Juniors | Boca Juniors (p) | 1                | 0 (4) | 1               | 0                   |                     |                     |  |  |                  |                  |                  |
|  | Argentinos Juniors |                  |                  |       | 1               | 0                   |                     |                     |  |  |                  |                  |                  |
|  | Boca Juniors       | 0                | 2                |       |                 |                     |                     |                     |  |  |                  |                  |                  |
|  |                    |                  |                  |       |                 |                     |                     |                     |  |  | Boca Juniors     | 0                | 0                |
|  |                    |                  | San Lorenzo      | 1     | 1               |                     |                     |                     |  |  |                  |                  |                  |
|  | San Lorenzo        | 1                | 2                |       |                 |                     |                     |                     |  |  |                  |                  |                  |
|  | Independiente      | 1                | 1                |       |                 |                     |                     |                     |  |  |                  |                  |                  |
|  | Independiente      | 1                | 1                |       | San Lorenzo (p) | 0                   | 0 (4)               |                     |  |  |                  |                  |                  |
|  |                    |                  |                  |       | San Lorenzo (p) | 0                   | 0 (4)               |                     |  |  |                  |                  |                  |
|  |                    | River Plate      | 0                | 0 (1) |                 |                     |                     |                     |  |  |                  |                  |                  |
|  | Deportivo Mandiyú  | River Plate      | 0                | 0 (1) | 0               | 0                   |                     |                     |  |  |                  |                  |                  |
|  | Deportivo Mandiyú  |                  |                  |       | 0               | 0                   |                     |                     |  |  |                  |                  |                  |
|  | River Plate        | 2                | 2                |       |                 |                     |                     |                     |  |  |                  |                  |                  |

### Cuartos de final
| \| Cuarto de final 1 \| Cuarto de final 1 \| Cuarto de final 1 \| Cuarto de final 1 \| Cuarto de final 1 \| \| Local \| Resultado \| Visitante \| Estadio \| Fecha \| \| ----------------- \| ----------------- \| ----------------- \| ----------------- \| ----------------- \| \| Independiente \| 1 - 1 \| San Lorenzo \| La Doble Visera \| 13 de julio \| \| San Lorenzo \| 2 - 1 \| Independiente \| José Amalfitani \| 21 de julio \| |           |               |                 |             |
| Cuarto de final 1 |           |               |                 |             |
| Local | Resultado | Visitante     | Estadio         | Fecha       |
| Independiente | 1 - 1     | San Lorenzo   | La Doble Visera | 13 de julio |
| San Lorenzo | 2 - 1     | Independiente | José Amalfitani | 21 de julio |

| \| Cuarto de final 2 \| Cuarto de final 2 \| Cuarto de final 2 \| Cuarto de final 2 \| Cuarto de final 2 \| \| Local \| Resultado \| Visitante \| Estadio \| Fecha \| \| ----------------- \| ----------------- \| ----------------- \| ------------------ \| ----------------- \| \| River Plate \| 2 - 0 \| Deportivo Mandiyú \| Monumental \| 13 de julio \| \| Deportivo Mandiyú \| 0 - 2 \| River Plate \| Huracán Corrientes \| 21 de julio \| |           |                   |                    |             |
| Cuarto de final 2 |           |                   |                    |             |
| Local | Resultado | Visitante         | Estadio            | Fecha       |
| River Plate | 2 - 0     | Deportivo Mandiyú | Monumental         | 13 de julio |
| Deportivo Mandiyú | 0 - 2     | River Plate       | Huracán Corrientes | 21 de julio |

| \| Cuarto de final 3 \| Cuarto de final 3 \| Cuarto de final 3 \| Cuarto de final 3 \| Cuarto de final 3 \| \| Local \| Resultado \| Visitante \| Estadio \| Fecha \| \| ----------------- \| ----------------- \| ----------------- \| ----------------- \| ----------------- \| \| Vélez Sarsfield \| 3 - 0 \| Racing Club \| José Amalfitani \| 14 de julio \| \| Racing Club \| 5 - 1 \| Vélez Sarsfield \| El Cilindro \| 21 de julio \| |           |                 |                 |             |
| Cuarto de final 3 |           |                 |                 |             |
| Local | Resultado | Visitante       | Estadio         | Fecha       |
| Vélez Sarsfield | 3 - 0     | Racing Club     | José Amalfitani | 14 de julio |
| Racing Club | 5 - 1     | Vélez Sarsfield | El Cilindro     | 21 de julio |

| \| Cuarto de final 4 \| Cuarto de final 4 \| Cuarto de final 4 \| Cuarto de final 4 \| Cuarto de final 4 \| \| Local \| Resultado \| Visitante \| Estadio \| Fecha \| \| ------------------ \| ----------------- \| ------------------ \| ----------------- \| ----------------- \| \| Boca Juniors \| 0 - 1 \| Argentinos Juniors \| La Bombonera \| 14 de julio \| \| Argentinos Juniors \| 0 - 2 \| Boca Juniors \| José Amalfitani \| 20 de julio \| |           |                    |                 |             |
| Cuarto de final 4 |           |                    |                 |             |
| Local | Resultado | Visitante          | Estadio         | Fecha       |
| Boca Juniors | 0 - 1     | Argentinos Juniors | La Bombonera    | 14 de julio |
| Argentinos Juniors | 0 - 2     | Boca Juniors       | José Amalfitani | 20 de julio |

### Semifinales
| \| Semifinal 1 \| Semifinal 1 \| Semifinal 1 \| Semifinal 1 \| Semifinal 1 \| \| Local \| Resultado \| Visitante \| Estadio \| Fecha \| \| ----------- \| ------------------ \| ----------- \| ----------------- \| ----------- \| \| River Plate \| 0 - 0 \| San Lorenzo \| Monumental \| 28 de julio \| \| San Lorenzo \| 0 - 0 (4 - 1) (p.) \| River Plate \| Tomás Adolfo Ducó \| 4 de agosto \| |                    |             |                   |             |
| Semifinal 1 |                    |             |                   |             |
| Local | Resultado          | Visitante   | Estadio           | Fecha       |
| River Plate | 0 - 0              | San Lorenzo | Monumental        | 28 de julio |
| San Lorenzo | 0 - 0 (4 - 1) (p.) | River Plate | Tomás Adolfo Ducó | 4 de agosto |

| \| Semifinal 2 \| Semifinal 2 \| Semifinal 2 \| Semifinal 2 \| Semifinal 2 \| \| Local \| Resultado \| Visitante \| Estadio \| Fecha \| \| ------------ \| ------------------ \| ------------ \| ------------ \| ----------- \| \| Boca Juniors \| 1 - 1 \| Racing Club \| La Bombonera \| 28 de julio \| \| Racing Club \| 0 - 0 (2 - 4) (p.) \| Boca Juniors \| El Cilindro \| 4 de agosto \| |                    |              |              |             |
| Semifinal 2 |                    |              |              |             |
| Local | Resultado          | Visitante    | Estadio      | Fecha       |
| Boca Juniors | 1 - 1              | Racing Club  | La Bombonera | 28 de julio |
| Racing Club | 0 - 0 (2 - 4) (p.) | Boca Juniors | El Cilindro  | 4 de agosto |

### Final
| \| Final \| Final \| Final \| Final \| Final \| \| Local \| Resultado \| Visitante \| Estadio \| Fecha \| \| -------------------------------------------------- \| --------- \| ------------ \| --------------- \| ------------ \| \| San Lorenzo \| 1 - 0 \| Boca Juniors \| José Amalfitani \| 8 de agosto \| \| Boca Juniors \| 0 - 1 \| San Lorenzo \| La Bombonera \| 11 de agosto \| \| San Lorenzo clasificó a la Copa Libertadores 1992. \| \| \| \| \| |           |              |                 |              |
| Final |           |              |                 |              |
| Local | Resultado | Visitante    | Estadio         | Fecha        |
| San Lorenzo | 1 - 0     | Boca Juniors | José Amalfitani | 8 de agosto  |
| Boca Juniors | 0 - 1     | San Lorenzo  | La Bombonera    | 11 de agosto |
| San Lorenzo clasificó a la Copa Libertadores 1992. |           |              |                 |              |

## Descensos y ascensos
Los clubes Chaco For Ever y Lanús descendieron al Nacional B, siendo reemplazados por Quilmes y Belgrano, para el ciclo 91-92.

## Goleadores
| Jugador              | Jugador              | Goles | Equipo          |
| -------------------- | -------------------- | ----- | --------------- |
| Bandera de Argentina | Esteban González     | 18    | Vélez Sarsfield |
| Bandera de Uruguay   | Rubén Da Silva       | 14    | River Plate     |
| Bandera de Argentina | Víctor Rogelio Ramos | 14    | Unión (SF)      |
| Bandera de Argentina | Sergio Saturno       | 13    | Huracán         |
| Bandera de Argentina | Gabriel Batistuta    | 13    | Boca Juniors    |
| Bandera de Argentina | Carlos Alfaro Moreno | 12    | Independiente   |
| Bandera de Argentina | David Bisconti       | 12    | Rosario Central |